# Nieuw Zuid (Antwerpen)

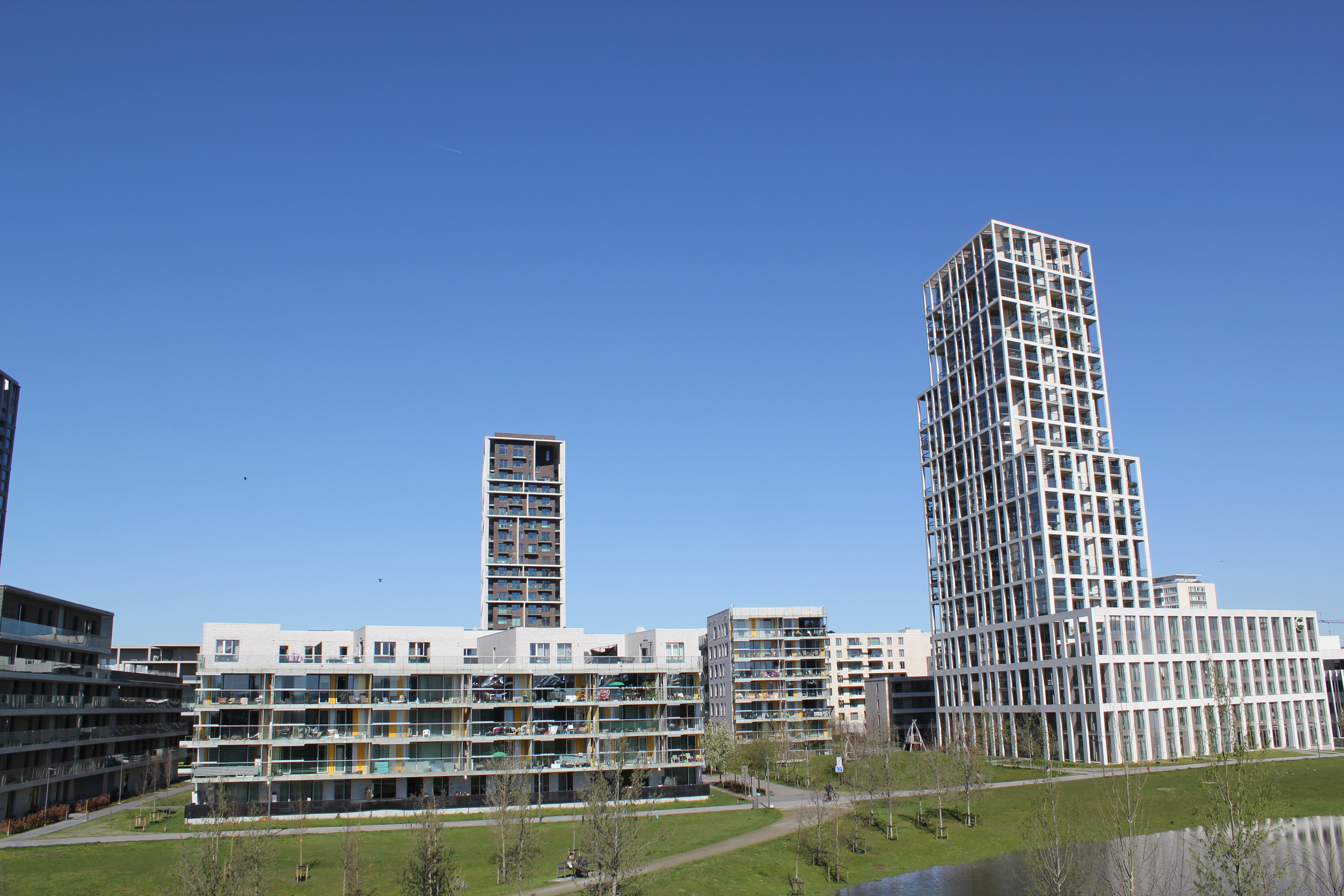
Woontorens Antwerpen Nieuw Zuid

Nieuw Zuid is een residentiële stadswijk langs de Schelde in het zuiden van de stad Antwerpen en grenst aan de wijk Zuid-Museum. De aanleg van het 20 hectare grote stadsdeel startte concreet rond 2014.

## Ligging
De wijk Nieuw Zuid onder het postnummer 2000 in het district Antwerpen ligt tussen de Scheldekaaien, de Namenstraat, de Jan van Gentstraat, de Brusselstraat en de Antwerpse Ring (R1). Het ligt op de voormalige spoorwegbundel en goederenstation van Antwerpen-Zuid en de Zuidersingel (R10) doorkruist dit gebied.

## Geschiedenis
Sinds het wegtrekken van de overslagactiviteiten van de haven in de jaren 1960 lagen de sporen achter het Antwerpse justitiepaleis er grotendeels verlaten bij. De renovatie van het voormalige goederenstation door de Bank van Breda waren in 2006 de eerste impulsen voor de site. Sinds het voorjaar van 2010 is projectontwikkelaar Triple Living eigenaar van een groot deel van de gronden van Nieuw Zuid. Samen met de stad Antwerpen ontwikkelde Triple Living een visie voor het volledige gebied.
Het masterplan van de wijk werd ontwikkeld door Secchi-Viganò, het architectenbureau van Bernardo Secchi en Paola Viganò. De gebouwen zijn ontworpen door een internationale mix van architecten, zoals Vincent Van Duysen, Max Dudler, Stefano Boeri, Johannes Norlander, Daniel Rosbottom, Shigeru Ban. Met meer dan 2.000 nieuwe woningen, verspreid over 39 nieuwe gebouwen, en een groot park wil Nieuw Zuid het tekort aan groen en openbare voorzieningen in de stad aanpakken.

## Kenmerken

#### Groene buurt
Zo'n 60% van de totale oppervlakte van Nieuw Zuid wordt ingenomen door groen. Er werden ondertussen al 811 bomen geplant op de site. Niet minder dan 86 van die bomen staan op het dak van Palazzo Verde, een van de bekendste gebouwen in de buurt. Landschapsarchitect Bas Smets maakte van de natuur een extra woondimensie op Nieuw Zuid. De hele buurt is organisch aangeplant, met veel groenruimtes, bermen, plantsoenen en ligweides. Aan de oostkant liggen een groot, licht hellend park en het groen van de (reeds bestaande) Konijnenweide. Aan de westkant geeft de buurt uit op de Scheldekaaien: Ledeganckkaai en D'Herbouvillekaai.

#### Duurzame buurt
Nieuw Zuid fungeert als voortrekker in de klimaatplannen van de stad Antwerpen, die tegen 2050 klimaatneutraal wil zijn. In de nieuwe buurt wordt geëxperimenteerd met duurzame initiatieven zoals Smart City-applicaties, sorteerstraten, wadi’s en slimme energiemeters, die later in de rest van de stad zouden kunnen worden uitgerold. De buurt heeft het grootste warmtenet van Vlaanderen, dat op termijn restwarmte uit industrie gebruikt om de hele buurt te verwarmen.

#### Galeries
Op korte tijd vestigden zich vier gerenommeerde galeristen in Nieuw Zuid. Sofie Van de Velde en Jason Poirier dit Caulier waren in 2017 de eersten. In 2020 ruilde ook Tim Van Laere zijn oude galerie in voor een nieuwe, grotere stek op Nieuw Zuid.  Ook Boris Devis opende er zijn Everyday Gallery (YYY).

## Galerij

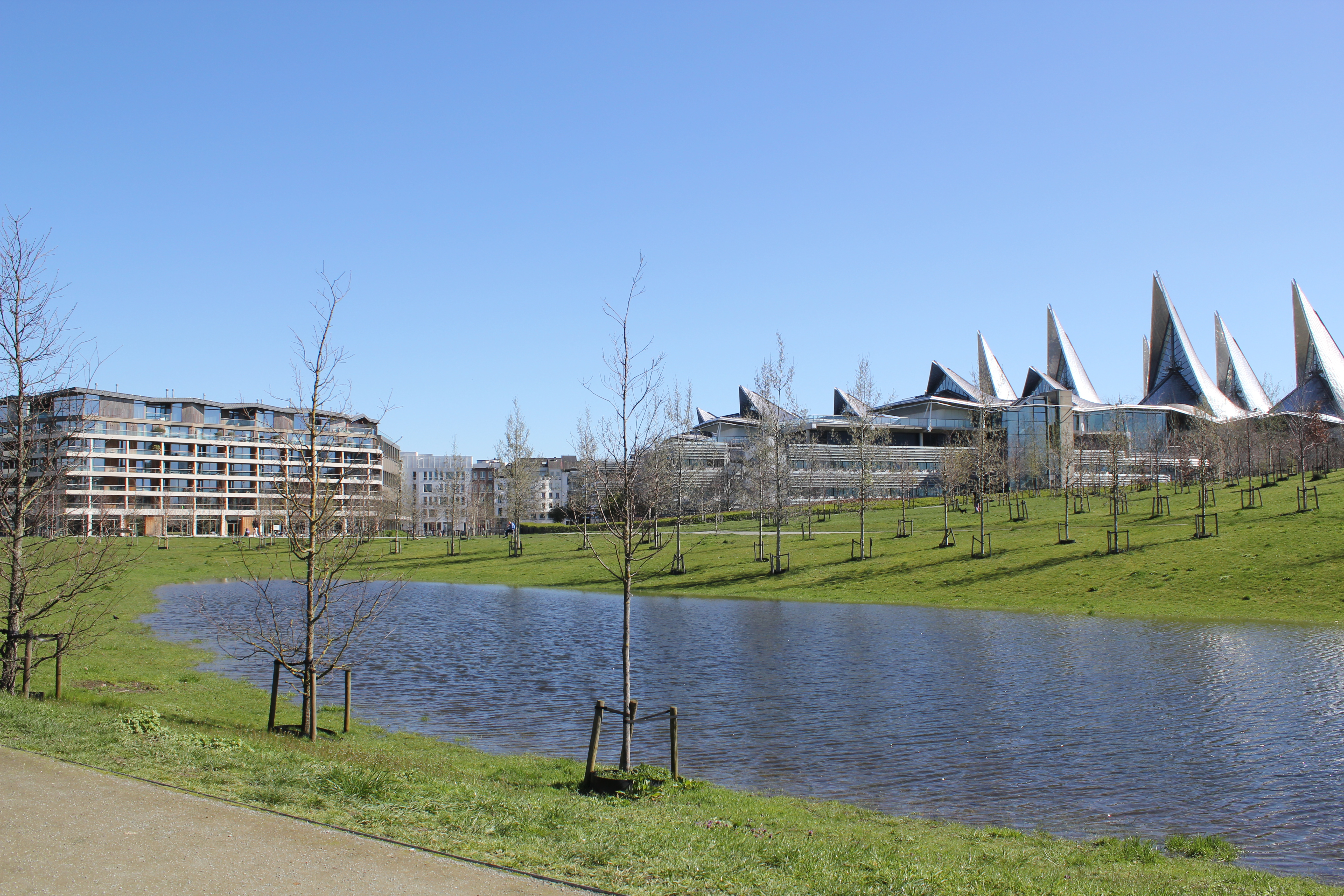
Wadi
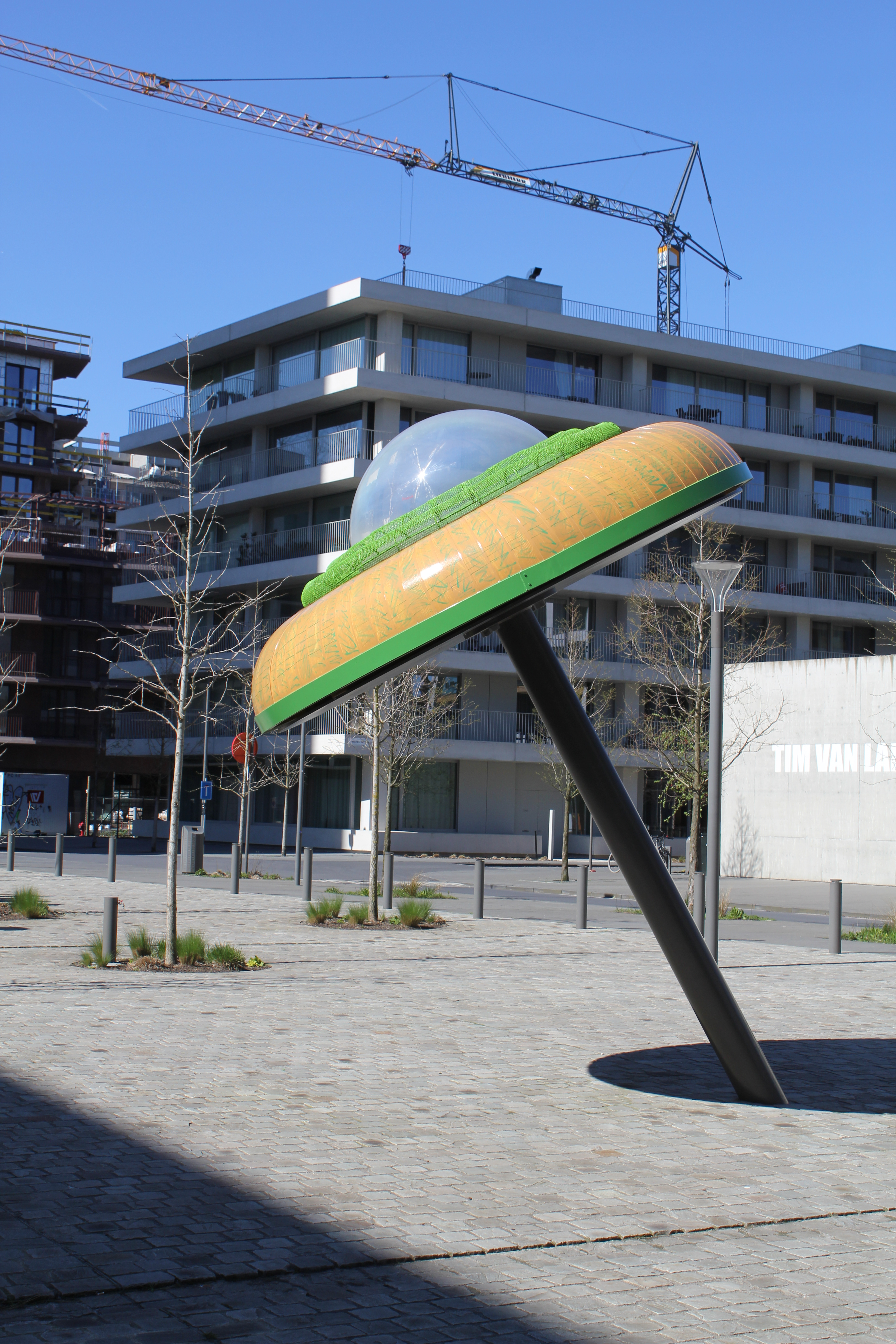
Vliegende schotel Panamarenkoplein
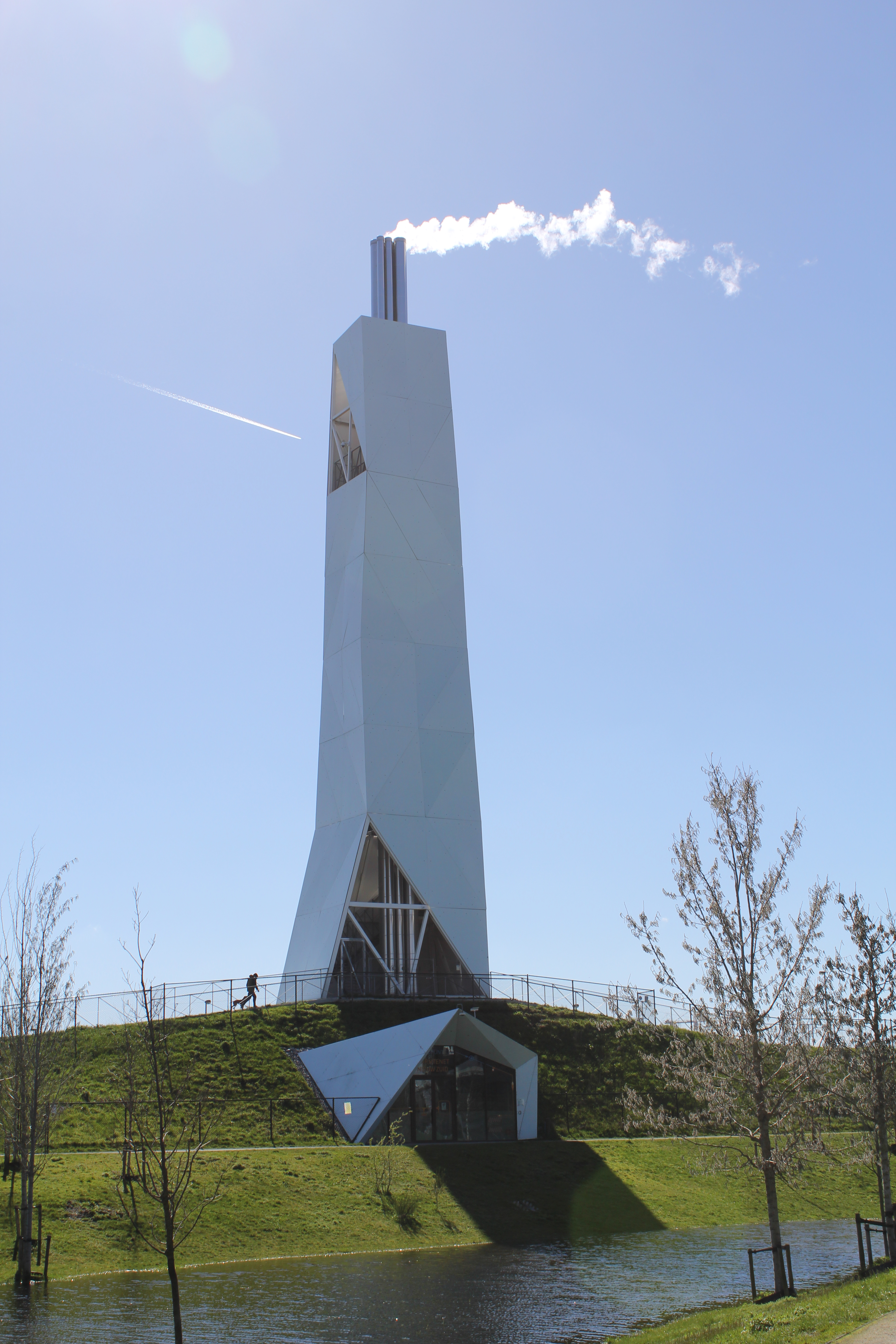
Fluvius Warmtecentrale
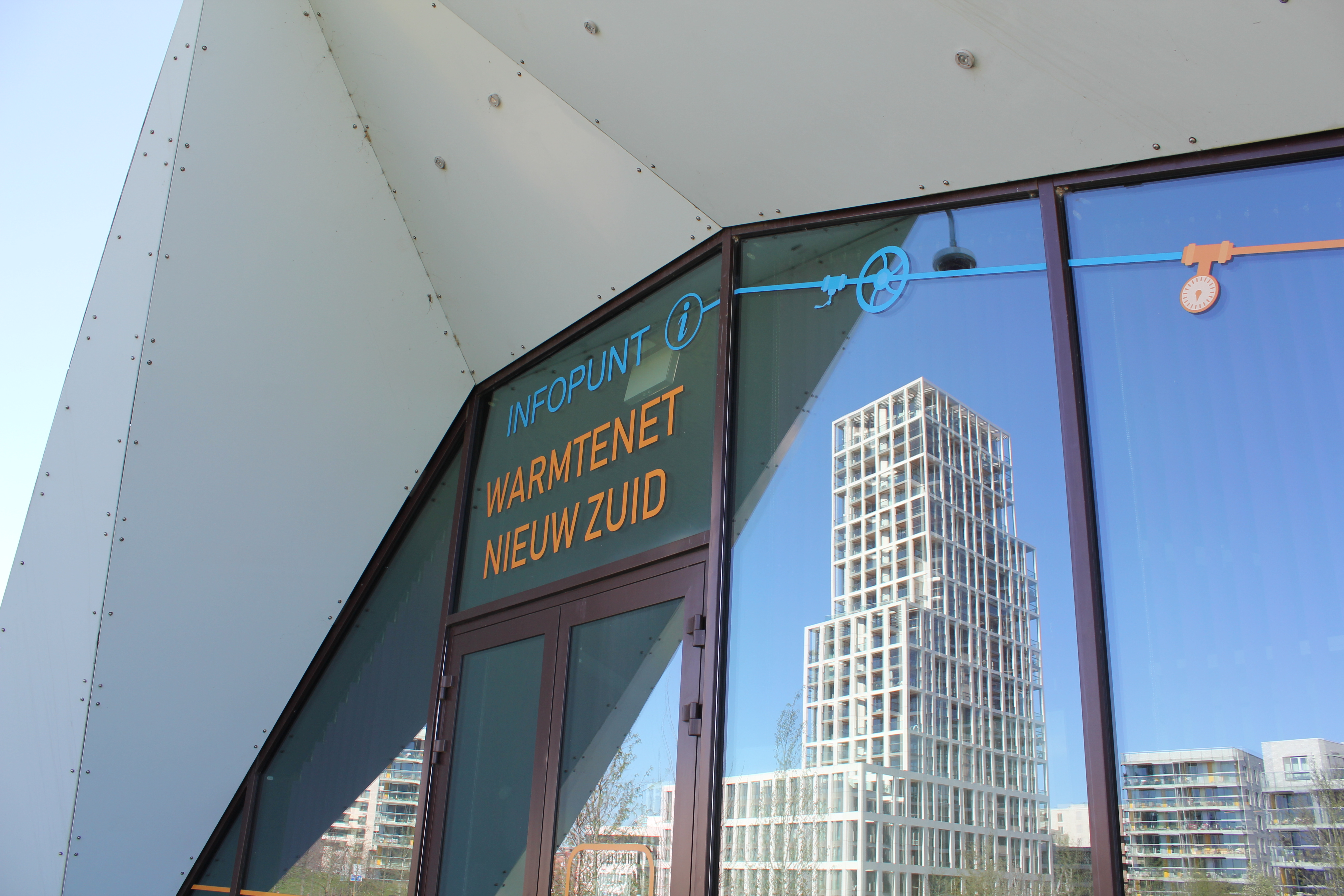
Infopunt warmtenet Nieuw Zuid
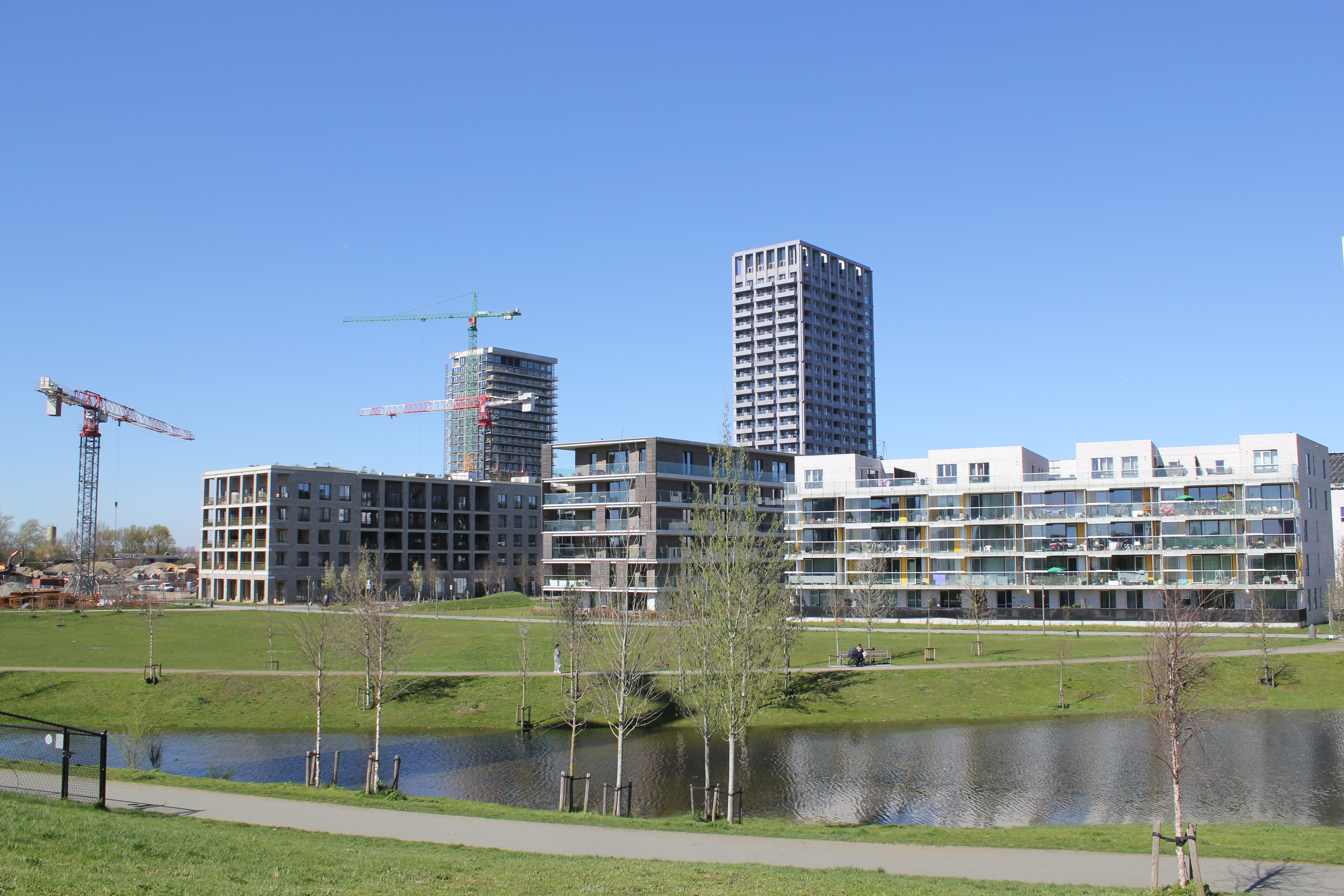
Woontorens Nieuw Zuid
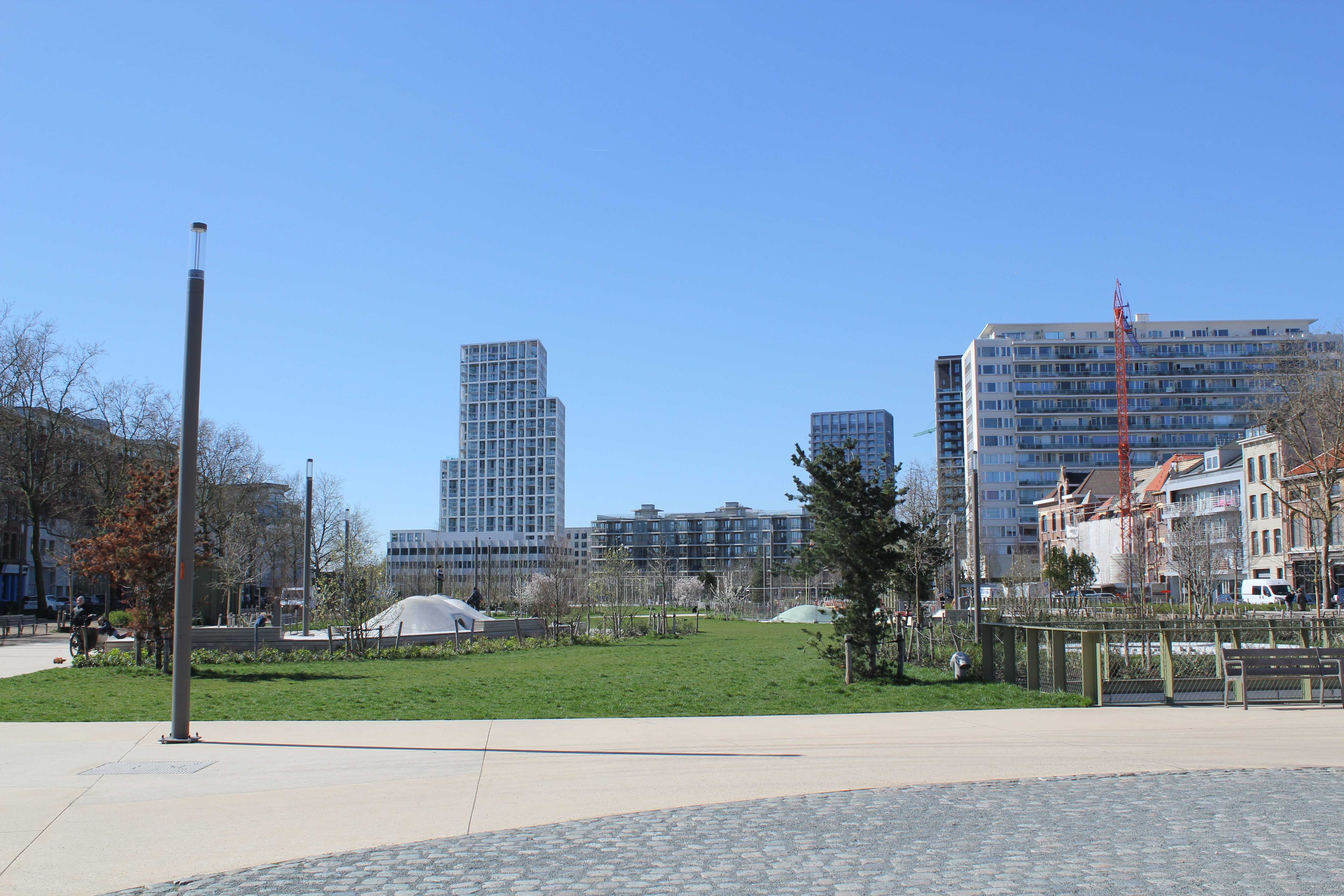
Nieuw Zuid gezien vanaf de Gedempte Zuiderdokken
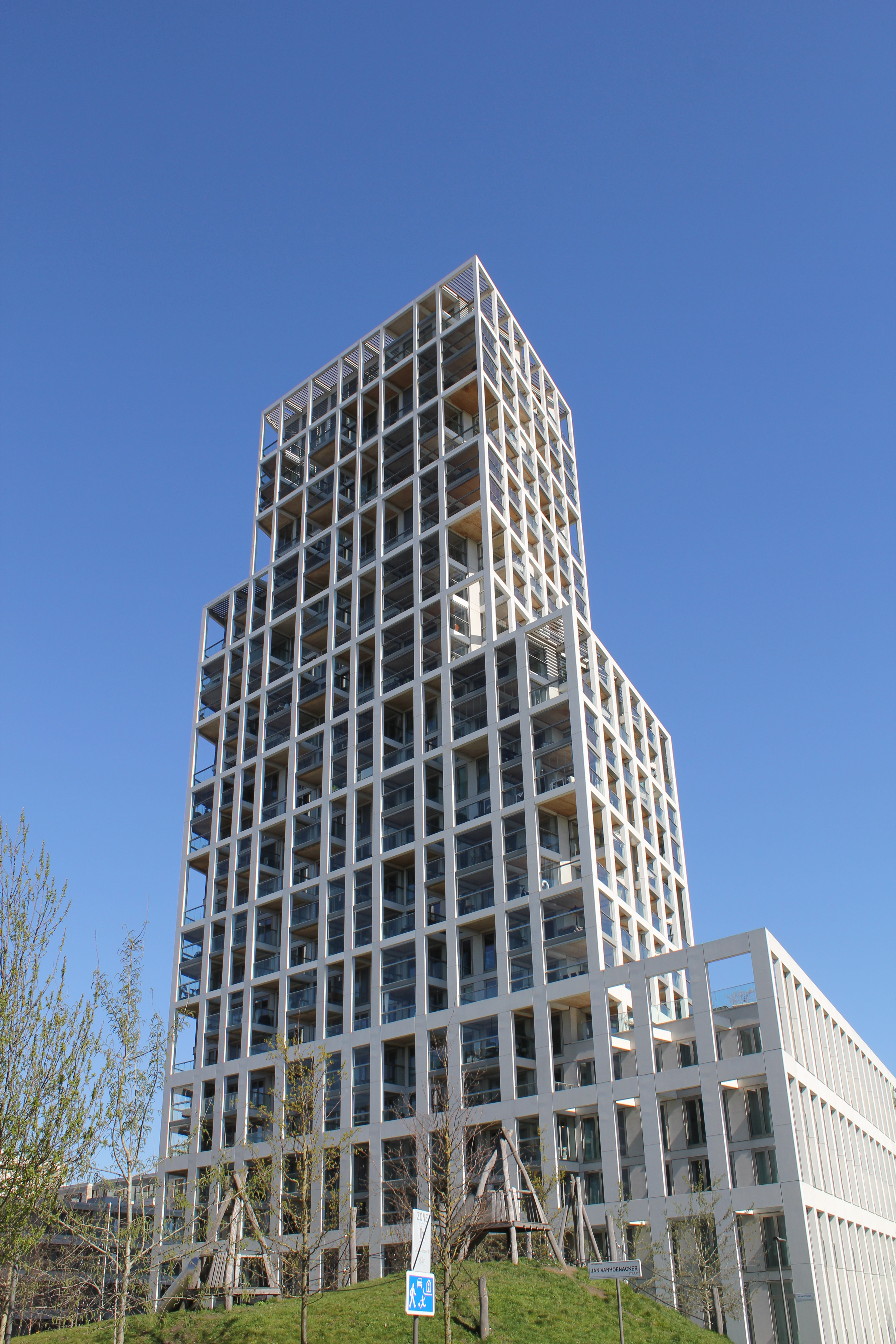
Woontoren Nieuw Zuid
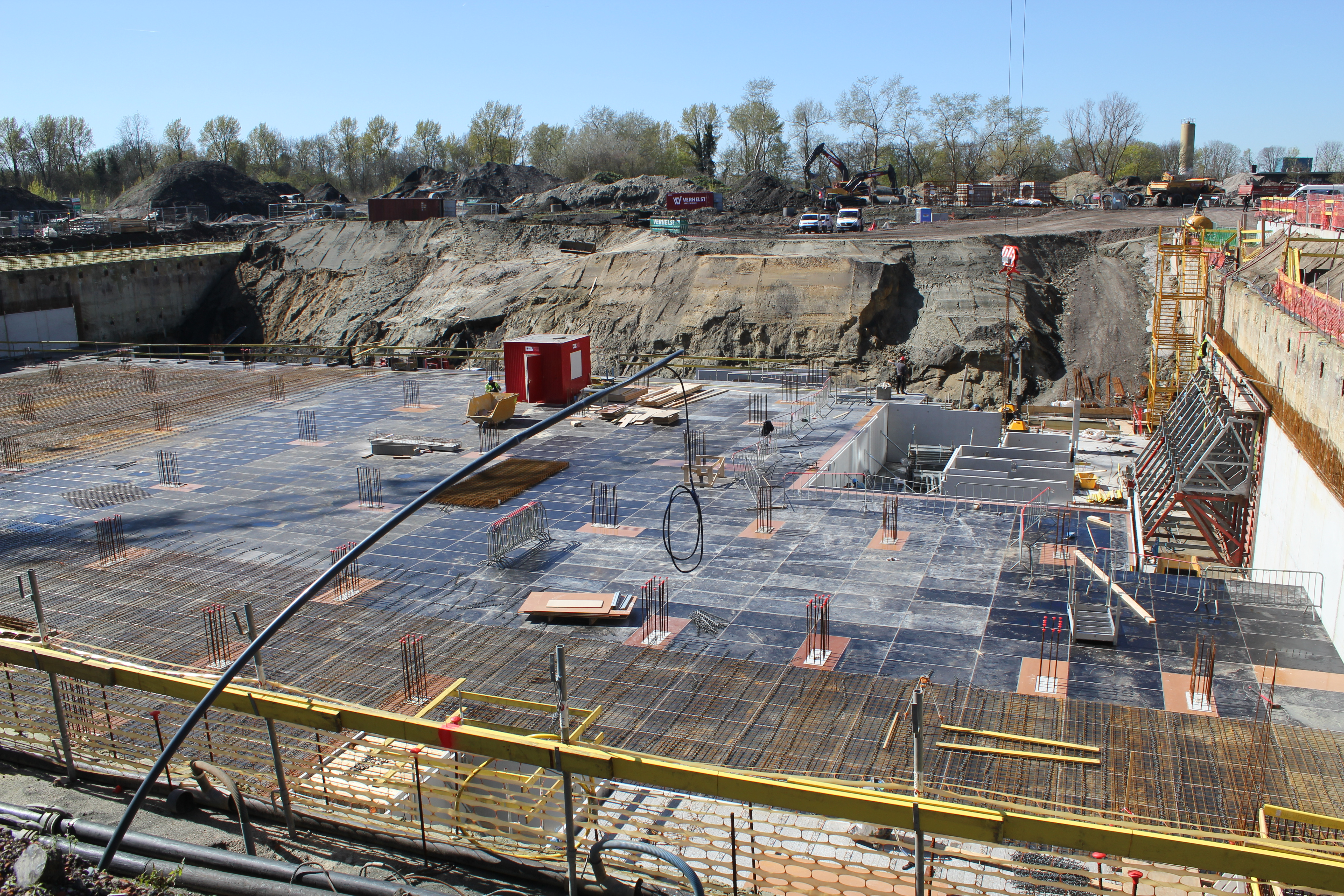
Bouwput Nieuw Zuid

## Instorting schoolgebouw
Op 18 juni 2021 stortte een nieuwe school in aanbouw in, in de Jos Smolderenstraat op Nieuw Zuid. Vijf mannen kwamen om het leven, wat de instorting de grootste bouwramp in België maakte. Een tiental bouwvakkers lagen bedolven onder het puin na het instorten vooraleer de hulpdiensten hen kwamen bevrijden. De oorzaak van het drama wordt gelegd bij een mogelijke constructiefout.